# Dietmar Schönherr

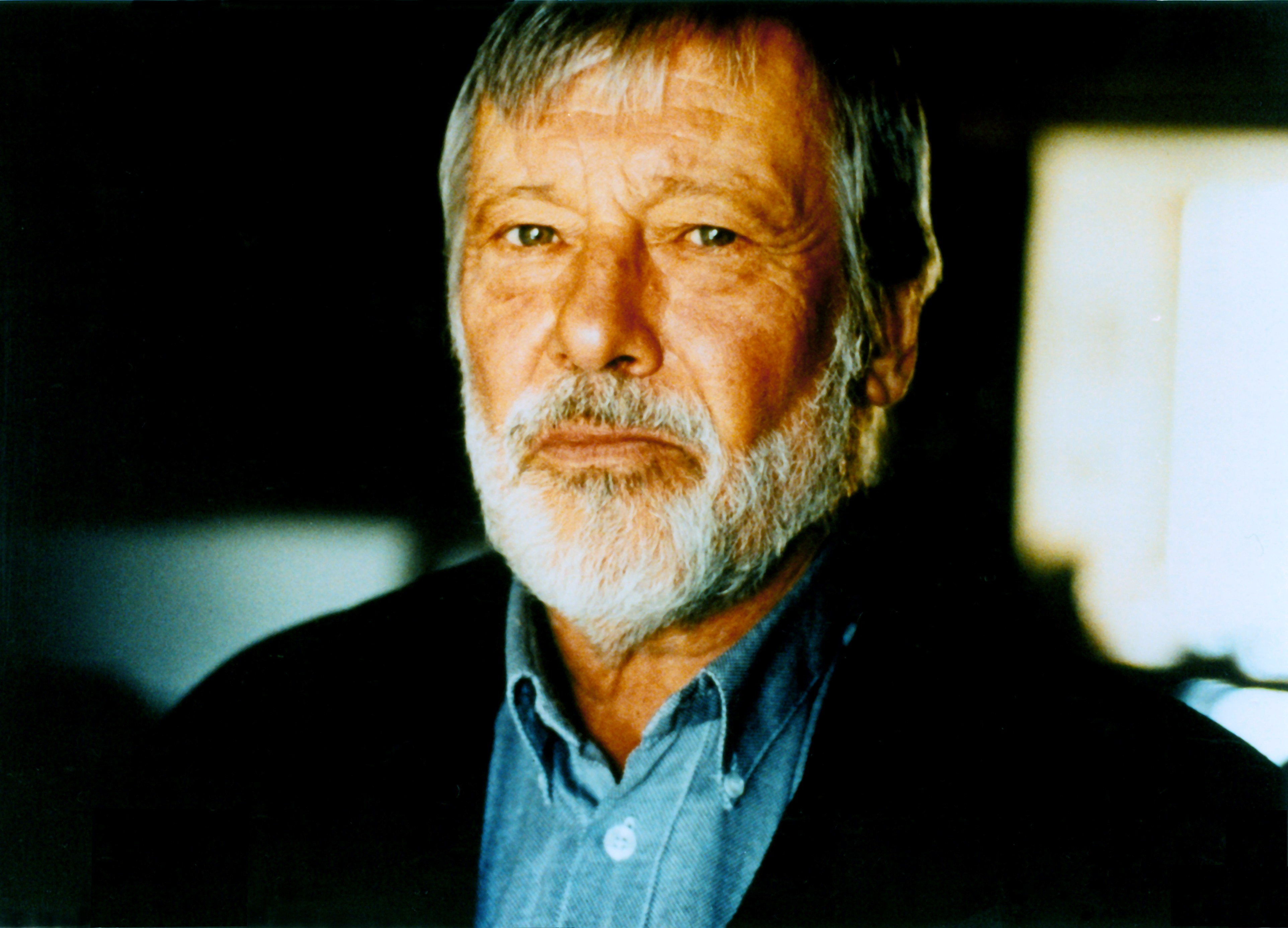
Dietmar Schönherr, 2006

Dietmar Otto Hugo Schönherr (* 17. Mai 1926 in Innsbruck, Tirol; † 18. Juli 2014 in Santa Eulària des Riu, Ibiza, Spanien) war ein österreichischer Schauspieler, Moderator, Hörspielsprecher, Synchronsprecher, Schlagersänger, Schriftsteller, Übersetzer und Regisseur.
Schönherr erlangte durch seine Hauptrolle in der ersten und bis heute beliebtesten deutschen Science-Fiction-Fernsehserie Raumpatrouille – Die phantastischen Abenteuer des Raumschiffes Orion eine bis heute anhaltende Popularität. Er moderierte die innovative Fernsehshow Wünsch Dir was und ab 1973 die erste Talkshow im deutschsprachigen Fernsehen Je später der Abend.
Ab 1985 engagierte sich Schönherr in Nicaragua für soziale und kulturelle Projekte. Sie hatten für ihn die mit Abstand größte Bedeutung in seinem Lebenswerk.

## Leben

### Herkunft
Dietmar Schönherrs Großvater, der k. u. k. Generalmajor Hugo Schönherr, wurde Ende 1917 mit dem Prädikat „Edler von Schönleiten“ in den erblichen österreichischen Adelsstand erhoben. Nach dem Untergang der österreichisch-ungarischen Monarchie ging der Familie mit dem Adelsaufhebungsgesetz 1919 die Nobilitierung verloren.
Dietmar Schönherrs Vater, Otto Schönherr, diente als Oberst im österreichischen Generalstab und im Zweiten Weltkrieg als Generalleutnant in der deutschen Wehrmacht. Otto Schönherr war ein musischer Mensch, der gern Klavier spielte und Gedichte schrieb. Seine Mutter Maria, geb. Koller, stammte aus Triest, einer seiner Vorfahren war ein Genueser Kaufmann. Schönherr jun. wollte zunächst die gleiche Laufbahn wie sein Vater und sein Großvater einschlagen.
Nach dem Anschluss Österreichs an das Deutsche Reich 1938 wurde Schönherr sen. Angehöriger der deutschen Wehrmacht, obwohl er nach Angaben seines Sohnes gegen den Anschluss Österreichs und Gegner des Nationalsozialismus gewesen war. Später soll er mit Widerständlern sympathisiert haben und mit Henning von Tresckow befreundet gewesen sein. Seine Einstellung belegen Anti-Kriegs-Gedichte, die in seinem Nachlass gefunden wurden.
Nichtsdestoweniger zog die Familie nach Potsdam, als Otto Schönherr zum Infanterie-Regiment Nr. 9 („Graf Neun“) versetzt wurde.
Im weiteren Kriegsverlauf stieg Otto Schönherr zum Generalleutnant auf. Nach dem Krieg kehrte er mit der Familie nach Österreich zurück und siedelte sich in Ried im Oberinntal bei Landeck an, der Heimat von Otto Schönherrs Großvater.

### Jugend
1943 machte Dietmar Schönherr das Abitur am Potsdamer Victoria- (heute: Helmholtz-) Gymnasium. Der Filmregisseur Alfred Weidenmann sah ihn als Pimpfenführer auf dem Bornstedter Feld und wollte ihn für die Hauptrolle in dem UFA-Film Junge Adler gewinnen. Doch Schönherr zog es zum Militär, daher nahm er das Angebot erst nach Zögern an. Die Höhe der Gage gab den Ausschlag, da sie über dem Jahressold seines Vaters lag. Die Eltern sollen erleichtert gewesen sein, ihren Sohn für ein paar Monate vor dem Krieg bewahrt zu sehen.
Doch unmittelbar nach dem Filmdreh meldete er sich im Mai 1944 als Freiwilliger zum Kriegsdienst bei den Gebirgsjägern als Fahnenjunker. Im April 1945 desertierte er und konnte bei einem befreundeten Bauern untertauchen.

### Theater
Schönherr spielte zahlreiche Rollen auf folgenden Theaterbühnen: Exl-Bühne in Innsbruck, Contra-Kreis-Theater in Bonn, Theater in der Josefstadt, Theater an der Wien, Salzburger Landestheater, Tiroler Landestheater in Innsbruck, Komödie Berlin, Renaissance-Theater in Berlin, Ha-Bimah in Tel Aviv und schließlich von 1977 bis 1990 am Zürcher Schauspielhaus mit der Rolle des König Lear als Höhepunkt.
Er war Mitbegründer der Tiroler Volksschauspiele, zunächst in Hall in Tirol und ab 1982 in Telfs. Zudem leitete Schönherr die Volksschauspiele fünf Jahre lang, 1983 inszenierte er dort das Drama Der Weibsteufel von Karl Schönherr (mit dem er nicht verwandt war).

### Film, Fernsehen, Synchron und Moderation
Schönherr begann 1946 ein Architekturstudium, kehrte aber bald zur Schauspielerei zurück, wenn auch auf Umwegen: Von 1947 bis 1952 war er Sprecher, Schauspieler, Regisseur, Reporter und Autor beim Österreichischen Rundfunk. Danach wechselte er als Hörfunkdramaturg und Moderator zum WDR nach Köln.
Im Jahr 1955 kam der Durchbruch mit dem Film Rosenmontag mit Ruth Niehaus als Filmpartnerin unter der Regie von Willy Birgel. Danach wirkte in mehr als hundert Kino-Filmen mit, so etwa 1965 in Franz Josef Gottliebs Ferien mit Piroschka, wo er an der Seite von Götz George spielte. In dem tschechisch-deutschen Märchenfilm Schneewittchen und das Geheimnis der Zwerge übernahm er 1992 unter der Regie von Ludvík Ráža die Rolle des Königs. Seine letzte Rolle in einem Kino-Film hatte er 2006 in der Schweizer Filmkomödie Handyman in einer Nebenrolle als Dr. Meyer.

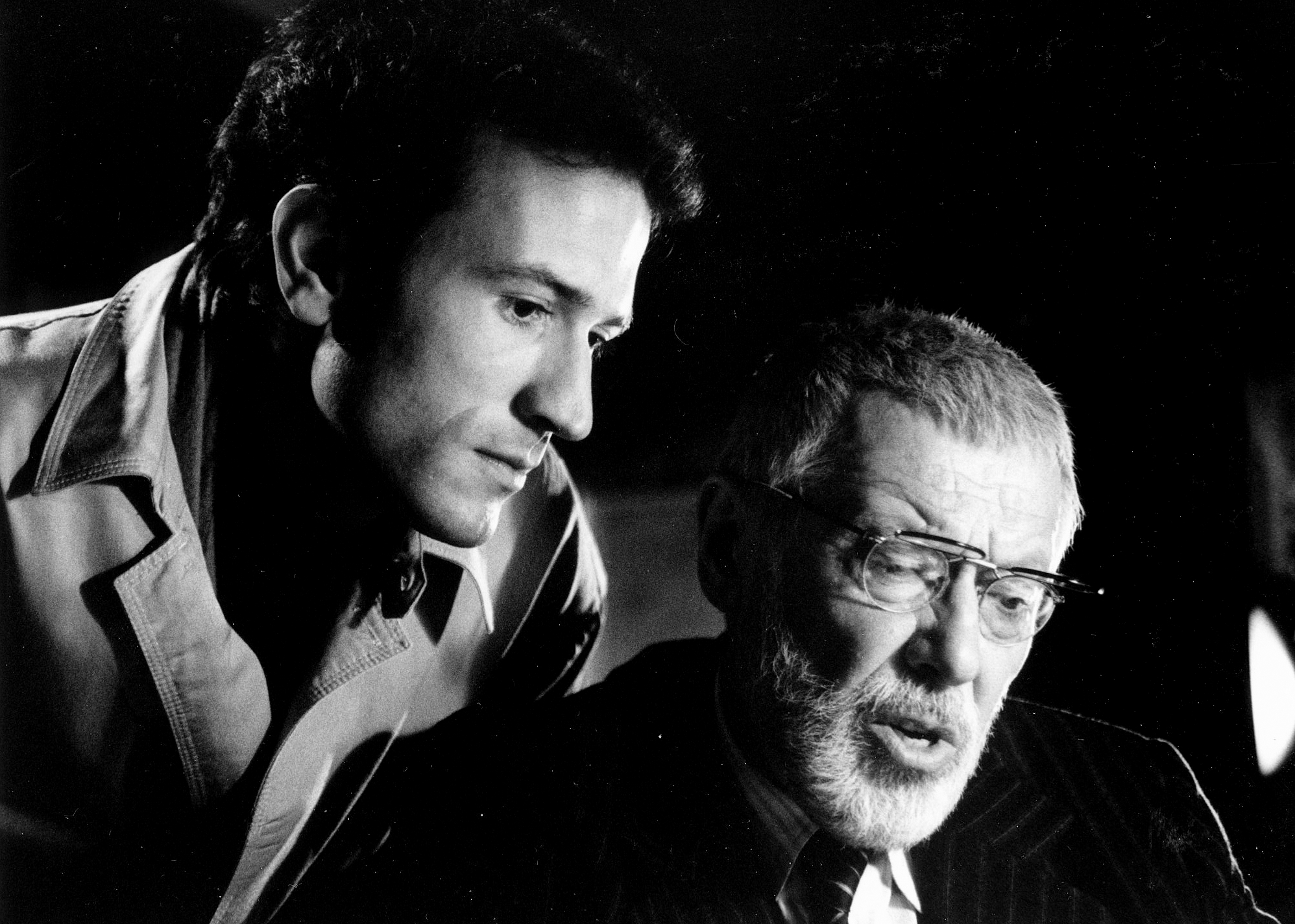
Stefan Walz (links) und Dietmar Schönherr im Fernsehfilm Der Tod zu Basel von Urs Odermatt, 1990

Neben seinen zahlreichen Rollen auf der Kinoleinwand wurde Schönherr einem weiten Publikum durch die Rolle des Commander Cliff Allister McLane in der Fernsehserie Raumpatrouille bekannt. Diese Science-Fiction-Serie erlangte sofort einen bis heute anhaltenden Kultstatus bei den deutschsprachigen Fernsehzuschauern und kann als seine populärste Filmrolle gesehen werden. Mit zur Raumschiffbesatzung gehörten damals Eva Pflug, Claus Holm, Wolfgang Völz, Friedrich G. Beckhaus und Ursula Lillig. Ein weiterer Erfolg für Schönherr wurde die dreizehnteilige Familienserie Leinen los für MS Königstein, in der er von 1997 bis 1998 die Hauptrolle des eigenwilligen Kapitän Heinrich Starke spielte, der im Ort Königstein in einem Fährhaus lebte und von dort aus mehrere Abenteuer erlebte. Eine seiner letzten Hauptrollen im Fernsehen hatte er 2005 neben Christine Neubauer in dem Film Glück auf halber Treppe als pensionierter Archäologieprofessor Werner Kleist. Im Jahr 2009 gab Schönherr nach den Dreharbeiten der Fernsehkomödie Zeit für Träume seinen Abschied vom Film- und Fernsehgeschäft bekannt.
Als Synchronsprecher war Dietmar Schönherr die deutsche Stimme von James Dean in den Filmen Jenseits von Eden, … denn sie wissen nicht, was sie tun und in Giganten. Daneben sprach er unter anderen Sidney Poitier sowie Audie Murphy in Denen man nicht vergibt und Steve McQueen in Thomas Crown ist nicht zu fassen.
Schönherr machte sich zudem mit der Moderation von neuartigen Fernsehformaten einen Namen. Von 1969 bis 1972 moderierte er mit seiner Frau Vivi Bach die innovative und vielgesehene Fernsehshow Wünsch Dir was. Mit ihr präsentierte er ebenfalls die Fernsehshows wie Sie und er, Luftsprünge sowie Du und ich. Mit Je später der Abend moderierte er ab 1973 die erste Talkshow des deutschen Fernsehens.

### Schlagersänger
Schönherr begann 1958 eine wenig erfolgreiche Karriere als Schlagersänger. Seinen ersten Schallplattenvertrag bekam er bei Philips, wo bis 1964 elf Singles herausgebracht wurden. Weitere Singles wurden bis 1976 bei Ariola, Cornett und Prom veröffentlicht. Insgesamt kamen etwa 17 Singles mit Schönherr auf den Markt, darunter sind fünf Singles, die er zusammen mit Vivi Bach besang. Schönherrs einziger Schallplattentitel, der die deutschen Hitlisten erreichte, war der 1959er Song Such das Glück der Welt, der in den Top 50 der Fachzeitschrift Musikmarkt acht Wochen notiert war und mit Rang 35 seine beste Platzierung erreichte.

### Literarische Tätigkeiten
Schönherr war auch als Schriftsteller tätig. Er war der Autor von Romanen und Erzählungen sowie von Kinder- und Jugendbüchern, die er zum Teil selbst als Sprecher für Hörbücher veröffentlichte. Die Mehrzahl seiner Sujets spielen in Mittelamerika. Darüber hinaus übersetzte er einige Werke von André Gide und Jean-Paul Sartre aus dem Französischen.

### Privatleben
Von 1950 bis 1964 war Dietmar Schönherr mit Ellen Schönherr (1923–2013) verheiratet. 1963 lernte er die dänische Produzentin, Sängerin und Schauspielerin Vivi Bach (1939–2013) kennen, die ihn für ihren Film engagieren wollte. 1965 heirateten sie. Ab den 1970er Jahren wohnte das Ehepaar in einem von ihm renovierten Bauernhof in Voglhub bei Straßwalchen nahe Salzburg, der zu einem beliebten Treffpunkt von Künstlerkollegen wurde.
1990 siedelten sie ins Schweizer Städtchen Kaiserstuhl (Kanton Aargau) um.
Im Jahr 2005 bezogen sie ihren Altersruhesitz auf Ibiza in Santa Eulària des Riu bei Santa Agnès de Corona. Vivi Bach starb am 22. April 2013.
Nach Schönherrs letztem Willen wurde seine Asche gemeinsam mit der seiner Ehefrauen im Mittelmeer verstreut.

### Nachlass
2015 übergab der Erbe des Schauspielerpaares und Großneffe Florian Schönherr dem WaRis – Tiroler Filmarchiv den filmischen und einen Teil des privaten Nachlasses von Schönherr und seiner Frau Vivi Bach.
Die private Gemäldesammlung des Ehepaares Bach-Schönherr wurde am 15. November 2015 zugunsten von Schönherrs Kulturprojekt Casa de los Tres Mundos in Nicaragua versteigert.
Der Künstler Wolfgang Hunecke, ein Wegbegleiter Schönherrs bei dessen Engagement in Nicaragua, hatte die Sammlung gesichtet und katalogisiert. Darunter befanden sich Kunstwerke von Vivi Bach, Arik Brauer, Gottfried Helnwein, Rudolf Hausner, Tomi Ungerer und Friedensreich Hundertwasser. Der Verkauf von rund 200 Werken erbrachte zwischen 100.000 und 120.000 Euro, davon etwa zur Hälfte ein Aquarell von Hundertwasser.

## Politisches und soziales Engagement
Schönherr engagierte sich auch in politischer und sozialer Hinsicht. Vor der Nationalratswahl in Österreich am 1. März 1970 trat er für die SPÖ auf, um Bruno Kreisky zu unterstützen (der nach der Wahl Bundeskanzler wurde und es bis Mai 1983 blieb).
Anfang der 1980er Jahre wurde Schönherr ein aktiver Unterstützer der deutschen Friedensbewegung, wo er als Redner bei Friedensdemonstrationen gegen den NATO-Doppelbeschluss auftrat. Politisches Aufsehen erregte er im November 1981 mit seiner Beschimpfung des damaligen US-Präsidenten Ronald Reagan als „Arschloch“ in der ersten Ausgabe seiner Talkshow Rendez-vous des Schweizer Fernsehens. Vier Tage später begründete er seine Kritik in der Presse mit der Gefahr eines atomaren Krieges für Hunderte von Millionen von Europäern. Schönherr wurde daraufhin vom Sender entlassen und spendete seine Abfindung an Amnesty International.
Später begründete Schönherr in zwei Büchern ausführlich seine Kritik an Reagan (Die Präsidentenbeschimpfung: eine Fernsehdiskussion und ihre Folgen, 1983; Reagans Freiheitskämpfer. Terroristen im US-Sold, 1985). Reagan hatte die Massaker der Contras an der nicaraguanischen Zivilbevölkerung finanziert und diese als „Freiheitskämpfer“ bezeichnet.
Ab 1982 setzte er sich als Wahlhelfer für die deutschen Grünen ein. Er beteiligte sich 1983 an der „Prominentenblockade“ des Raketendepots in Mutlangen. Zusammen mit Tausenden von Demonstranten blockierten sie vom 1. bis 3. September 1983 die Zufahrtswege zur Raketenstellung auf der Mutlanger Heide. 25 Fernsehteams und 150 Journalisten aus der ganzen Welt verfolgten das Geschehen. Das Strafverfahren wegen seiner Teilnahme an der Blockade wurde nach Zahlung einer Geldauflage in Höhe von 8000 Mark gemäß § 153a StPO eingestellt.
Nachdem ihm die Wahl der Empfänger offengelassen wurde, wenn es sich denn um eine gemeinnützige Einrichtung handelte, gründete er eine solche und überwies dieser das Geld.

Casa de los Tres Mundos in Nicaragua

Danach drängte es Schönherr, „etwas mit Hand und Fuß“ zu unternehmen. Ab 1984 engagierte sich Schönherr in Nicaragua. In Nicaragua unterstützte er ab 1985 fünf Solidaritätsprojekte mit den Einnahmen aus seinen Filmengagements und mit den Spenden vieler Freunde und Gönner, darunter das Kulturzentrum Casa de los Tres Mundos (Haus der drei Welten) in Granada, eine integrierte Kunst- und Musikschule, die er mit seinem Freund Ernesto Cardenal und Peter Reichelt ins Leben rief. Er förderte den Aufbau des vom Hurrikan „Mitch“ zerstörten Dorfes Los Angeles und gründete im Nordosten Nicaraguas die Siedlung La Posolera. In Zusammenarbeit mit dem Dokumentarfilmer Werner Penzel entstand in Posolera die Dokumentation Sterben zu Füßen der Brüder. Posolera – ein Dorf in Nicaragua, die am 27. März 1986 auf NDR III ausgestrahlt wurde.
Ende 1985 gründete Schönherr zusammen mit dem Mannheimer Filmemacher und Ausstellungsproduzenten Peter Reichelt die Hilfsorganisation Stiftung „Hilfe zur Selbsthilfe“ Pronica e. V. Diese wurde 1994 in den Spenderverein Pan y Arte e. V. überführt. Im Mai 2006 übernahm Henning Scherf den Vereinsvorsitz. In Nicaragua gründete er zusammen mit Ernesto Cardenal die Stiftung Casa de los Tres Mundos. Schönherr war Ehrenpräsident dieser Organisation, Vorsitzender ist seit 2006 der Schriftsteller und ehemalige Vizepräsident Nicaraguas Sergio Ramírez. Einmal im Jahr besuchte Schönherr mit seiner Frau Vivi Mittelamerika.

## Würdigungen
Der ehemalige nicaraguanische Kultusminister Ernesto Cardenal schrieb in seinem Nachruf, Schönherrs „Bescheidenheit sei so groß wie sein Werk“ gewesen. Er habe sich „aus Liebe“ für Nicaragua eingesetzt. Schönherrs Haus der drei Welten sei eine für ganz Mittelamerika wichtige „kulturelle Großtat“, die an ein Wunder grenze. Für Cardenal war Schönherr „so etwas wie [ein] Bruder“.
In den Medien wurde Schönherrs soziales und kulturelles Engagement in der „Dritten Welt“ häufig mit den Hilfsprojekten seines kurz zuvor verstorbenen Schauspielkollegen und Landsmannes Karlheinz Böhm in Afrika verglichen.

Der WDR-Fernsehdirektor Jörg Schönenborn würdigte Schönherr unter anderem mit den Worten: 

„Mit seinem Tod verlieren wir einen charismatischen Pionier der deutschen Fernsehunterhaltung und sehr vielseitigen Menschen, der sein Publikum auf der Bühne und auf dem Bildschirm stets bestens unterhalten konnte.“

Der ZDF-Programmdirektor Norbert Himmler schrieb zu seinem politischen Engagement: 

„Vor allen Dingen aber geht mit ihm ein Unbeugsamer und Aufrechter, der, wenn es darauf ankam, kein Blatt vor den Mund nahm, einer, der sich sozial engagierte und für die Gesellschaft Verantwortung übernahm.“

Im Rahmen der Verleihung des Deutschen Fernsehpreises 2005 erhielt Schönherr den Ehrenpreis der Stifter. Elke Heidenreich zur Begründung:

„Wir ehren mit Dietmar Schönherr einen Mann, der sich immer treu geblieben ist, der sich gar nicht verbiegen kann, dessen Stimme so weich und angenehm ist wie sein Herz und dessen Charakter so gerade und unerschrocken ist, dass wir uns davor nur verneigen können.“

Der österreichische Kulturminister Josef Ostermayer sagte zu seinem Lebenswerk: 

„Mit Dietmar Schönherr verlässt uns die Fernseh- und Bühnenlegende einer ganzen Generation. […] Er bewies, wie viel ein Einzelner mit Überzeugung, sozialer Haltung und Unterstützung Gleichgesinnter bewegen kann. Es war seine Vielseitigkeit, mit der er sein Publikum stets aufs Neue gewinnen und sein Lebenswerk zu einem Gewinn für uns alle machen konnte.“

## Zitate
„Ich bin ein Träumer, der die Welt verbessern will.“

„‚Brot und Kunst‘ sind die wichtigsten Lebensmittel des Menschen. Wir kümmern uns um beides.“

„Ich bin ein Dissident des herrschenden Systems, ja. Ich war zeitlebens ein kritischer Mensch, ein skeptischer Beobachter unserer kapitalistischen Gesellschaft, in der mir vieles nicht gefällt.“

## Filmografie (Auswahl)

### Darstellung
- 1944: Junge Adler
- 1947: Wintermelodie
- 1947: Das Fräulein und der Vagabund
- 1951: Nacht am Mont Blanc
- 1955: Rosenmontag
- 1956: Bonjour, Kathrin
- 1956: Friederike von Barring
- 1956: Kleines Zelt und große Liebe
- 1956: Das Mädchen Marion
- 1957: Made in Germany – Ein Leben für Zeiss
- 1957: Die verpfuschte Hochzeitsnacht
- 1957: Einmal eine große Dame sein
- 1957: Frühling in Berlin
- 1957: Frauenarzt Dr. Bertram
- 1958: Schwarzwälder Kirsch
- 1958: Der Elefant im Porzellanladen
- 1958: Der schwarze Blitz
- 1958: Frauensee
- 1959: Die unvollkommene Ehe
- 1959: Alle Tage ist kein Sonntag
- 1959: Sehnsucht hat mich verführt
- 1959: Jons und Erdme
- 1959: Du bist wunderbar
- 1960: Der liebe Augustin
- 1960: Nacht fiel über Gotenhafen
- 1960: Im Namen einer Mutter
- 1960: Schachnovelle
- 1960: Ingeborg
- 1960: Sabine und die 100 Männer
- 1961: Geliebte Hochstaplerin
- 1961: Treibjagd auf ein Leben
- 1962: Haß ohne Gnade
- 1962: Der längste Tag
- 1962: Die glücklichen Jahre der Thorwalds
- 1962: Sein bester Freund
- 1962: Kohlhiesels Töchter
- 1963: Marschier oder krepier (Marcia o crepa)
- 1963: Die Nylonschlinge
- 1963: Das Rätsel der roten Quaste
- 1963: Meine Frau Susanne (TV-Serie, Folge Das Ehe-ABC)
- 1964: Weiße Fracht für Hongkong
- 1964: Ein Frauenarzt klagt an
- 1964: Das Ungeheuer von London-City
- 1964: Die Verdammten der Blauen Berge (Code 7 Victim 5)
- 1964: Das Geheimnis der chinesischen Nelke
- 1965: Ein Ferienbett mit 100 PS
- 1965: Sanders und das Schiff des Todes
- 1965: Blonde Fracht für Sansibar (Mozambique)
- 1965: Ferien mit Piroschka
- 1966: Komm mit zur blauen Adria
- 1966: Liebesspiel im Schnee
- 1966: Raumpatrouille (Fernsehserie)
- 1967: Kommissar X – Drei grüne Hunde
- 1968: Otto ist auf Frauen scharf
- 1969: Komm nach Wien, ich zeig dir was!
- 1969: Polizeifunk ruft (Fernsehserie, Folge 36, S3E10, Die verschwundene Lady, mit seiner Frau Vivi Bach)
- 1970: Luftsprünge (Fernsehserie)
- 1970: Der Mann, der den Eiffelturm verkaufte[43]
- 1975: Tatort – Tod eines Einbrechers (Fernsehserie)
- 1978: Der Spinnenmörder
- 1981: Ein Fall für zwei (Folge 2: Fuchsjagd)
- 1983: Die Story
- 1984: Raffl
- 1985: Der Tod des weißen Pferdes
- 1985: Der schwarze Tanner
- 1987–1993: Fest im Sattel (Fernsehserie)
- 1988–1996: Reporter (Kriminalfilm-Serie)
- 1989: African Timber
- 1990: Der Tod zu Basel
- 1990: Die glückliche Familie
- 1990: Reise der Hoffnung
- 1991: Mirakel
- 1991: Die Männer vom K3, Folge 10 „Narkose fürs Jenseits“ (Krimiserie)
- 1991: Killer
- 1992: Go Trabi Go 2 – Das war der wilde Osten
- 1992: Schneewittchen und das Geheimnis der Zwerge
- 1992: Der lange Weg des Lukas B. (Miniserie)
- 1992: Brandnacht
- 1994: Der Gletscherclan (Fernsehserie)
- 1996: Tatort – Tod im All (Fernsehreihe Tatort)
- 1997: Macht (Fernsehspiel)
- 1997: Back in Trouble
- 1997–1998: Leinen los für MS Königstein (Fernsehserie)
- 1998: Lutter Kopp (FS-Spiel)
- 1998: Der Schrei des Schmetterlings
- 1998: Bin ich schön?
- 1999: Tatort – Passion
- 2000: Happy Hour oder Glück und Glas
- 2001: Leo und Claire
- 2001: SOKO Kitzbühel
- 2001: Utta Danella – Der blaue Vogel
- 2003: Raumpatrouille Orion – Rücksturz ins Kino
- 2004: Tatort – Nicht jugendfrei
- 2005: Handyman
- 2005: Glück auf halber Treppe
- 2005: Familie Dr. Kleist (Fernsehserie, Folge 22)
- 2005: Brücke zum Herzen
- 2005: Mein Vater und ich
- 1998: Auf eigene Gefahr (Fernsehserie)
- 2006: Los Abandonados[44]
- 2006: Der Judas von Tirol[45]
- 2006: Sigmund Freud – Aufbruch in die Seele, ZDF-Reihe,[46] Doku-Drama
- 2009: Zeit für Träume

### Regie
- 1969: Lachotzky (Fernsehfilm, Buch mit Wolfgang Völz und Regie)
- 1971: Karibu Afrika (6-teilige Dokumentarfernsehserie, Co-Regie und Co-Musiker & Sänger)
- 1972: Kain (Spielfilm, Buch und Regie, Produktion, Verleih)
- 1978: Elefantenmenschen (Indien)
- 1981: Die sieben Todsünden und Totentanz (Fernsehfilm, Co-Regie, und Darsteller)
- 1982: Glaube und Heimat (Fernsehfilm, Regie der Theateraufführung nach einem Stück von Karl Schönherr)
- 1984: Der Weibsteufel (Fernsehfilm, Regie der Theateraufführung nach einem Stück von Karl Schönherr)
- 2001: Tiefkühlkost + Wasserwerfer. Eine Reise in die 60er mit Elke Heidenreich + Dietmar Schönherr,
Filmdokumentation, Deutschland 2001, Autoren: Hildegard Kriwet, Florian Opitz, Peter Sommer, Produktion: WDR, 45 Min., teilweise s/w.

### Moderation
- 1961: Besuch aus Paris
- 1967: Gala-Abend der Schallplatte Berlin 1967 (Pop)
- 1967: ARD-Eröffnungssendung des Deutschen Farbfernsehens (mit seiner Frau Vivi Bach)
- 1968: ZDF-Nightclub
- 1969: Gala-Abend der Schallplatte Berlin 1969 (Pop) (mit seiner Frau Vivi Bach)
- 1970: Wünsch Dir was (mit seiner Frau Vivi Bach)
- 1973: Je später der Abend
- 1977: 4 + 4 = Wir
- 1978: Welt der Tiere
- 1981: arena – ARD-Kulturmagazin mit der Schriftstellerin Leonie Ossowski
- 1992: Wahre Wunder

## Auszeichnungen
- 1967: Silberner Bravo Otto
- 1971: Goldene Kamera in der Kategorie Teamkamera für Wünsch Dir was
- 1972: Bambi
- 1974: Deutscher Schallplattenpreis
- 1974: Literaturpreis Critici in Erba der Kinderbuchmesse Bologna für Ruzzitu
- 1988: Ehrenbürger von Granada[47][15]
- 1994: Würth-Preis der Jeunesses Musicales Deutschland für das Nicaragua-Projekt Casa de los Tres Mundos
- 1999: Goldene Kamera in der Kategorie Kultstar des Jahrhunderts
- 1999: Heinz-Galinski-Preis.[48]
- 2005: Change the world Award des Club of Budapest
- 2005: Deutscher Fernsehpreis (Ehrenpreis für sein Lebenswerk)
- 2008: Verdienstkreuz des Landes Tirol
- 2010: Egon Ranshofen-Wertheimer Preis der Stadt Braunau am Inn
- 2011: Österreichisches Ehrenkreuz für Wissenschaft und Kunst, I. Klasse

## Dokumentarfilme zu Schönherr (Auswahl)
- Der Mann mit der roten Nelke. Dokumentation, BR Deutschland, 1975, 59 Min., Buch und Regie: Klaus Wildenhahn. Produktion: NDR und WDR. Erstausstrahlung: 26. Dezember 1975, III. Programme von WDR / NDR / HR. Vollständig in DVD-Box Klaus Wildenhahn – Dokumentarist im Fernsehen. (absolut Medien, Berlin 2020).
- Sterben zu Füßen der Brüder. Posolera – ein Dorf in Nicaragua. Dokumentation, BR Deutschland, 1985, 45 Min., Regie: Werner Penzel, Produktion: NDR, Erstausstrahlung: 27. März 1986 in NDR III. Videomitschnitt im Bestand der Mediathek der Carl von Ossietzky Universität Oldenburg, (katalog.bis.uni-oldenburg.de)
- Dietmar Otto Edler von Schönleiten genannt Schönherr – Fast ein Selbstportrait. Film-Collage, Deutschland, 2001, 43:40 Min., Buch und Regie: Klaus Michael Heinz, Produktion: WDR, Reihe: Fast ein Selbstportrait, Erstsendung: 15. Mai 2001 bei WDR, Inhaltsangabe von ARD.
- „Gefällt Euch, was Ihr wollt?“ Dietmar Schönherr – Ein Leben ohne Fassade. Dokumentation, Österreich, 2006, 45 Min., Buch und Regie: Karin und Ernst Kaufmann, Produktion: Trax Entertainment in Koproduktion mit ORF 2, Erstausstrahlung: 14. Mai 2006 in ORF 2.[49]
- höchstpersönlich – Dietmar Schönherr. Dokumentation, Deutschland, 2006, 30 Min., Buch und Regie: Broka Herrmann, Produktion: hr, Sendedatum: 13. Mai 2006, Inhaltsangabe (Memento vom 27. September 2007 im Internet Archive)
- Nachtcafé. 20 Jahre Nachtcafé. „Markante Männer“. Ein Blick zurück mit Wieland Backes und Dietmar Schönherr. Talkshow, Deutschland, 2006, 90 Min., Produktion: SWR, Erstausstrahlung: 29. Dezember 2006, Filmdaten von IMDb.
- Ich habe drei Leben. Dokumentation, Deutschland, 2006, 43 Min., Regie: Broka Hermann, Produktion: hr, Erstsendung: 30. Dezember 2006, Inhaltsangabe (Memento vom 29. September 2007 im Internet Archive) von arte, Filmanfang.

## Hörspiele

### Als Autor
Das von Dietmar Schönherr verfasste Hörspiel Nichts von Bedeutung wurde vom Bayerischen Rundfunk produziert und am 25. September 1950 erstmals gesendet. Die Handlung spielt in einem Hotel, in dem Revolutionäre eine Bombe deponiert haben. Ein Mikrofon nimmt die Gespräche der einzelnen Personengruppen in ihren Zimmern auf. Dadurch weiß der Hörer immer genau, in wie vielen Minuten die Explosion erfolgen soll.
In dem einstündigen Hörspiel sprachen unter der Regie von Heinz-Günter Stamm viele bekannte Schauspieler der damaligen Zeit. Dazu gehörten:
Gert Westphal, Paul Dahlke, Carl Wery, Dagmar Altrichter, Peter Pasetti, Adolf Gondrell, Joana Maria Gorvin, Wolfgang Büttner, Fritz Rasp, Bettina Moissi, Hans Cossy und Werner Lieven.

### Als Sprecher
- 1953: Reporter Rex Rendal; 1. Folge: Sieben blieben übrig – Regie: Kurt Meister
- 1953: Reporter Rex Rendal; 2. Folge: Noch sechzig Sekunden Zeit – Regie: Kurt Meister
- 1953: Reporter Rex Rendal; 3. Folge: Kurswagen nach Salzburg – Regie: Kurt Meister
- 1954: Reporter Rex Rendal; 12. Folge: Drei Uhr nachts – Regie: Kurt Meister
- 1955: Dreiminutenspiele (nach Thornton Wilder) – Regie: Friedhelm Ortmann
- 1955: Neues aus Schilda; Folge: Ein Geschenk des Himmels – Regie: Hermann Pfeiffer
- 1955: Das Märchen von der 1002. Nacht (nach Friedrich Hebbel) – Regie: Fritz Peter Vary
- 1956: Der Doppelmord in der Rue Morgue (nach Edgar Allan Poe) – Regie: Raoul Wolfgang Schnell
- 1956: Der liebe Augustin (6 Teile) – Regie: Walter Knaus
- 1957: Der Sonntag der braven Leute – Regie: Heinz von Cramer
- 1957: Der veruntreute Himmel (nach Franz Werfel) – Regie: Heinz-Günter Stamm
- 1958: Wilhelm Tell (nach Friedrich Schiller) – Regie: Heinz-Günter Stamm
- 1958: Die Geschichte einer Liebe – Regie: Manfred Rudolph
- 1958: Nicht alles glänzt, was Gold ist – Regie: Heinz-Günter Stamm
- 1958: Der seidene Schuh oder Das Schlimmste trifft nicht immer zu. Spanische Handlung in vier Tagen – Regie: Otto Kurth
- 1958: Die Stunde des Huflattichs (von Günter Eich) – Regie: Fritz Schröder-Jahn
- 1958: Literatur (nach Arthur Schnitzler) – Regie: Theodor Steiner
- 1959: Eine große Liebe – Regie: Willy Purucker
- 1960: Die Falle (3 Teile) – Regie: Heinz-Günter Stamm
- 1961: Gordon Grantley – Regie: Heinz Dieter Köhler
- 1962: Liebespaare einst und jetzt. Ein amouröses Tugendgespräch – Regie: Ulrich Gerhardt
- 1962: Der vierte Platz; 3. Teil: Mein tanzendes Kind – Regie: Friedhelm Ortmann
- 1962: Das Staatsverbrechen – Regie: Roland H. Wiegenstein
- 1963: Ewiges Südtirol/Hochzeit am Schlern – Regie: Fritz Aly
- 1967: Ein Fall für Dr. Dahlberg – Regie: Fritz Benscher
- 1967: Eros und Psyche – Regie: Heinz-Günter Stamm
- 1967: Maria – Regie: Ludwig Cremer
- 1967: Geordnete Verhältnisse – Regie: Ulrich Lauterbach
- 1970: Unterwegs in Sachen Ende – Regie: Mathias Neumann
- 1975: Ich verbinde mit Herrn Direktor Engelhardt – Regie: Rainer Clute
- 1975: Gaslicht – Regie: Klaus Gmeiner
- 1977: Stunde des Erkennens (nach Arthur Schnitzler) – Regie: Klaus Gmeiner
- 1977: Das Bacchusfest (nach Arthur Schnitzler) – Regie: Klaus Gmeiner
- 1980: Anruf aus dem Jenseits oder Femme fatale – Regie: Robert Bichler
- 1981: Die Mainzer Republik – Regie: Otto Düben
- 1981: Immer und immer wieder – Regie: Hans Hausmann
- 1982: Blaubart (nach Max Frisch) – Regie: Mario Hindermann
- 1985: Der Verein – Regie: Buschi Luginbühl
- 1985: Folgen Sie mir, Madame – Regie: Walter Baumgartner
- 1988: Schreckmümpfeli 0: Der Pakt mit dem Dämon (von Leopold Ahlsen) – Regie: Buschi Luginbühl
- 1991: Das Schottenschlössel – Geschichte einer Sommerfrische – Regie: Josef Kuderna
- 1992: Blumen für Algernon – Regie: Buschi Luginbühl
- 1994: Krok – Regie: Fritz Zaugg
- 1998: B.B. Der Liebhaber (nach Bertolt Brecht) – Regie: Buschi Luginbühl
- 2001: Als die Echos noch gepachtet wurden – Regie: Buschi Luginbühl
- 2002: Der Pakt mit dem Dämon – Brüderlein und Schwesterlein (von Leopold Ahlsen) – Regie: Buschi Luginbühl

## Single-Schallplatten
| Jahr | Titel A/B-Seite                                                     | Katalog-Nummer     |
| ---- | ------------------------------------------------------------------- | ------------------ |
| 1958 | Ich suche die Liebe / Du wirst geliebt                              | Philips 345 046    |
| 1959 | Mag auch der Frühling vergeh’n / Du gingst vorbei                   | Philips 345 122    |
| 1959 | Such das Glück der Welt / Niemand hält meine Hände                  | Philips 345 151    |
| 1960 | Ich geh durch die Nacht / Billy, Jack und ich                       | Philips 345 199    |
| 1960 | Morgen scheint die Sonne wieder / Komm bald wieder                  | Philips 345 220    |
| 1960 | Nacht in Soho / Am schönsten war die Zeit bei dir                   | Philips 345 241    |
| 1961 | Ich habe eine Freundin in Paris / Jeder Weg führt zu dir            | Ariola 35 614      |
| 1962 | Riskiern wir einen Blick / Regen oder Sonnenschein                  | Philips 345 356    |
| 1962 | Einmal kommt die Stunde / Ich seh’s ja ein                          | Philips 345 527    |
| 1964 | Bye-Bye Tennessee / Ein Cowboy darf nicht feige sein                | Philips 345 661    |
| 1964 | Die Straße am Abend / Immer nur nein                                | Philips 345 765    |
| 1964 | Sole Sole Sole / Nachts sind Küsse noch einmal so schön 1           | Philips 345 680    |
| 1965 | Bei mir beißen nicht nur die kleinen Fische an / Zähl die Stunden 1 | Ariola 18 310      |
| 1965 | Nathalie / Sie tat es nur aus Liebe                                 | Ariola 18 314      |
| 1966 | Der Orangendieb / Don Juan                                          | International 3066 |
| 1968 | Tanz doch mal wieder mit mir / Mein Schatz ich muss zum Bus 1       | Cornet 3061        |
| 1969 | Wünsch dir was / Es wird ja immer wieder Frühling 1                 | Cornet 3154        |
| 1976 | Der Duft der großen Welt / In der guten alten Zeit 1                | Prom 6.11891       |

1 = mit Vivi Bach

## Veröffentlichungen
- Achtung Aufnahme. Loewes Verlag, 1943 (technische Informationen über den Film „Junge Adler“ für Jugendliche).
- Kuckuck und der Feuerwehrmann (Jugendbuch). Spectrum, Stuttgart / Salzburg / Zürich 1977, ISBN 3-7976-1297-4 (= Drucksache, Band 5).
- Ruzzitu. Bilder von Gottfried Kumpf. AT, Aarau / Stuttgart 1978, ISBN 3-85502-035-3 (erhielt eine Auszeichnung der Kinderbuchmesse in Bologna).
- Die Präsidentenbeschimpfung. Eine Fernsehdiskussion und ihre Folgen. Mit einem Vorwort von Hans A. Pestalozzi und einem Epilog von Regina Bohne über die Ideologien des Ronald Reagan. ibf, München 1983, ISBN 3-924011-03-6, Briefsammlung.
- Reagan’s Freiheitskämpfer. Terroristen im US-Sold; Dokumente, Bilder, Berichte. Edition Nuevo Hombre, Wuppertal 1985, ISBN 3-88943-100-3.
- Liberté und die Wölfe. Hammer, Wuppertal 1985, ISBN 3-87294-274-3.
  - Neuausgabe: Ephelant, Wien 2006, ISBN 3-900766-20-7.
- Nicaragua, mi amor. Tagebuch eine Reise und das Projekt Posolera. Hammer, Wuppertal 1985, ISBN 3-87294-275-1.
- Casa de los Tres Mundos / Das „Haus der drei Welten“. Eine Kulturinnovation – Granada / Nicaragua. Reichelt, Mannheim 1987, ISBN 3-923801-03-3.
- Die blutroten Tomaten der Rosalía Morales. Zweite erweiterte Liebeserklärung an eine unwirsche Geliebte. Eichborn, Frankfurt 2000, ISBN 3-8218-0844-6.
  - Gekürzte Lesefassung, gelesen vom Autor. Hörbuch Hamburg, Hamburg 2000, ISBN 3-934120-69-5.[52]
  - Die blutroten Tomaten der Rosalia Morales. Ein Nicaragua-Roman oder Das Zerbrechen einer Illusion. Herausgegeben, kommentiert und mit einem Nachwort von Eberhard Sauermann. Haymon-Taschenbuch 239. Innsbruck 2017, ISBN 978-3-7099-7882-5, eingeschränkte Vorschau in der Google-Buchsuche.
- Sternloser Himmel. Ein autobiographischer Roman. Eichborn, Frankfurt am Main 2006, ISBN 3-8218-0922-1.
  - Hörbuch, gelesen vom Autor, Eichborn Lido, Frankfurt am Main 2006, ISBN 3-8218-5415-4.[53]
- Guapito und der barmherzige Mann von Samara. (Kinderbuch, mit Bildern von Katja Jäger). Kreuz, Stuttgart 2006, ISBN 978-3-7831-2676-1,
  - als Hörbuch, ISBN 3-7831-2728-9.
- Canto a la Vida. Gedichte von Liebe Mystik und Revolution. 2008.
  - Texte von Ernesto Cardenal, gelesen von Dietmar Schönherr, Musik von Grupo Sal.
- Begrabt mein Herz am Fuße des Berges. Ephelant, Wien 2011, ISBN 978-3-900766-23-8.
- Job und der Frieden. Eine Tirolische Nachdichtung der Komödie „Die Acharner“ von Aristophanes. Franz Richard Reiter (Hrsg.), Ephelant, Wien 2014, ISBN 978-3-900766-25-2.

Übersetzungen einiger Werke von André Gide und Jean-Paul Sartre.